# Lubuk Bento
Lubuk Bento is een bestuurslaag in het regentschap Muko-Muko van de provincie Bengkulu, Indonesië. Lubuk Bento telt 640 inwoners (volkstelling 2010).